# Бобаділья (Ла-Ріоха)
Бобаділья (ісп. Bobadilla) — муніципалітет в Іспанії, у складі автономної спільноти Ла-Ріоха. Населення — 140 осіб (2009).
Муніципалітет розташований на відстані близько 230 км на північ від Мадрида, 30 км на південний захід від Логроньйо.

## Демографія
Динаміка населення (INE ):

## Галерея зображень

Розташування муніципалітету